# 比拉韦利亚
比拉韦利亚，是西班牙加泰罗尼亚塔拉戈纳省的一个市镇。总面积18平方公里，总人口787人（2001年），人口密度44人/平方公里。